# Éclaireur
Un éclaireur est une personne qui a pour mission de partir en reconnaissance pour observer le terrain et recueillir des informations qui seront utiles au reste du groupe.
Dans l'armée, l'éclaireur (en) est choisi parmi les soldats, généralement parmi les plus mobiles, parmi ceux qui témoignent d'un bon sens de l'observation ou parmi ceux qui connaissent le mieux les lieux. Le terme s'utilise aussi de nos jours pour désigner des avions ou des navires chargés de missions de reconnaissance. 

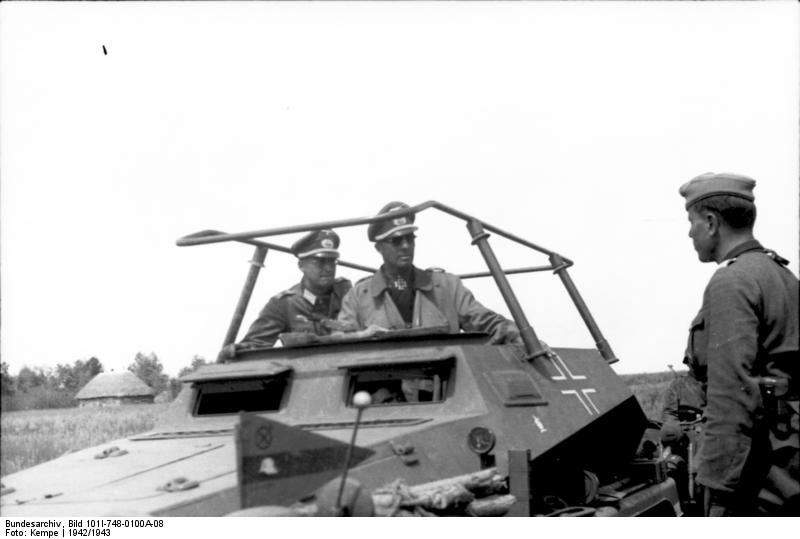
Officiers allemands de la Heer dans un Sonderkraftfahrzeug 250/3 employé comme véhicule de reconnaissance dans les environs de Okhtyrka(Ukraine) pendant le Fall Blau durant l'été 1942.

## Histoire
Le rôle d'éclaireur est attesté depuis l'Antiquité dans les batailles menées par les Grecs ou par les Romains. Lors des croisades au Moyen Âge, l'éclaireur est souvent recruté parmi les habitants des territoires disputés. 
Il y eut ensuite les enfants perdus, qui étaient des soldats d'infanterie légère qui servaient d'éclaireurs et faisaient quelques escarmouches avant les batailles.
À partir du XVIIIe siècle, il était courant d'envoyer en reconnaissance des éléments de la cavalerie légère comme les chasseurs à cheval. Pendant la Révolution française, Jean-Baptiste Carrier créa à Nantes la compagnie des éclaireurs de l'Ouest, qui avait pour mission de surveiller les déplacements des troupes royalistes. En 1813, Napoléon Ier crée les régiments de cavalerie des éclaireurs de la Garde impériale, équivalent français des cosaques utilisés par l'armée russe. Pendant la guerre de Sécession, ce sont les dragons, des unités de cavalerie, qui sont utilisés comme unité de reconnaissance.
Cette pratique est reprise lors de la guerre d'indépendance des États-Unis, par exemple à l'occasion de l’expédition Crawford, et au XIXe siècle par les troupes américaines lors des guerres indiennes.
Le terme « scout », parfois employé au sens de soldat éclaireur, est issu de l'ancien français escoute (« personne qui espionne »), et désignait à l'origine une personne envoyée en reconnaissance.

## Éclaireurs célèbres
- Kit Carson, guide dans l'Ouest américain et éclaireur pendant la guerre américano-mexicaine en 1846-48 et la guerre de Sécession américaine.
- Thomas Fitzpatrick, éclaireur dans l'Oregon dans les années 1830 et lors de la guerre américano-mexicaine.
- Thomas Jeffords, éclaireur et Agent indien, dans le Territoire du Nouveau Mexique, Ami de Cochise, il est un des protagonistes de la signature du traité de paix avec les Apaches (1872 - 1876)
- Bat Masterson, éclaireur de l'armée Américaine dans une campagne contre les Comanches et les Kiowas.
- Léo Major, libérateur de la ville de Zwolle le 14 avril 1945. Avec le Régiment de la Chaudière il devint une légende de la Seconde Guerre mondiale. Il s'illustra aussi lors de la Guerre de Corée.

## Dans la culture populaire
L'éclaireur est un personnage central des romans populaires américains consacrés à la conquête de l'ouest. Il sera encore plus médiatisé dans les westerns.
Le rôle d'éclaireur est particulièrement important dans les jeux de guerre (notamment dans l'un des plus anciens, le Stratego) et les jeux vidéo comme Civilization et Age of Empires.

## En astronomie
Éclaireur, en langue hawaïenne, a été utilisé pour baptiser l'astéroïde interstellaire 1I/ʻOumuamua.